# La Gloire
La Gloire fue el primer buque blindado (ironclad) de alta mar de la Historia. Fue desarrollado tras la Guerra de Crimea, que evidenció los efectos devastadores de las entonces modernas granadas de los cañones en los buques de madera. 

## El buque

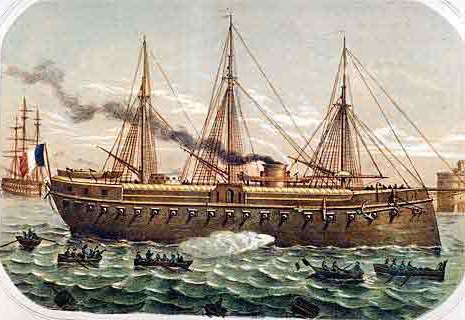
El buque acorazado La Gloire en una pintura de 1860.

Era de casco de madera y su blindaje protegía todo el casco, hasta incluso debajo de la línea de flotación. Los ingleses, en respuesta, botaron el HMS Warrior, un acorazado cuyo blindaje se colocó solo en la batería, siendo similares los siguientes acorazados ingleses, por lo que se concluye que al principio de la era naval de los acorazados, la marina francesa era superior a la inglesa.
La artillería estaba dispuesta en los costados, como en los buques de madera. Muy pronto cayó en obsolescencia, pues se prefirió la construcción de buques de batería central o con casamatas en los costados, ya que de esta manera podía albergar cañones pesados, algo que no podía hacerse en los buques anteriores. En 1868, Francia desarrolló la clase Ocean como una versión mejorada de los buques de batería central. La Gloire y sus buques gemelos, Invincible y Normandie, quedaron como buques de segundo orden.